# 朴淵瀑布

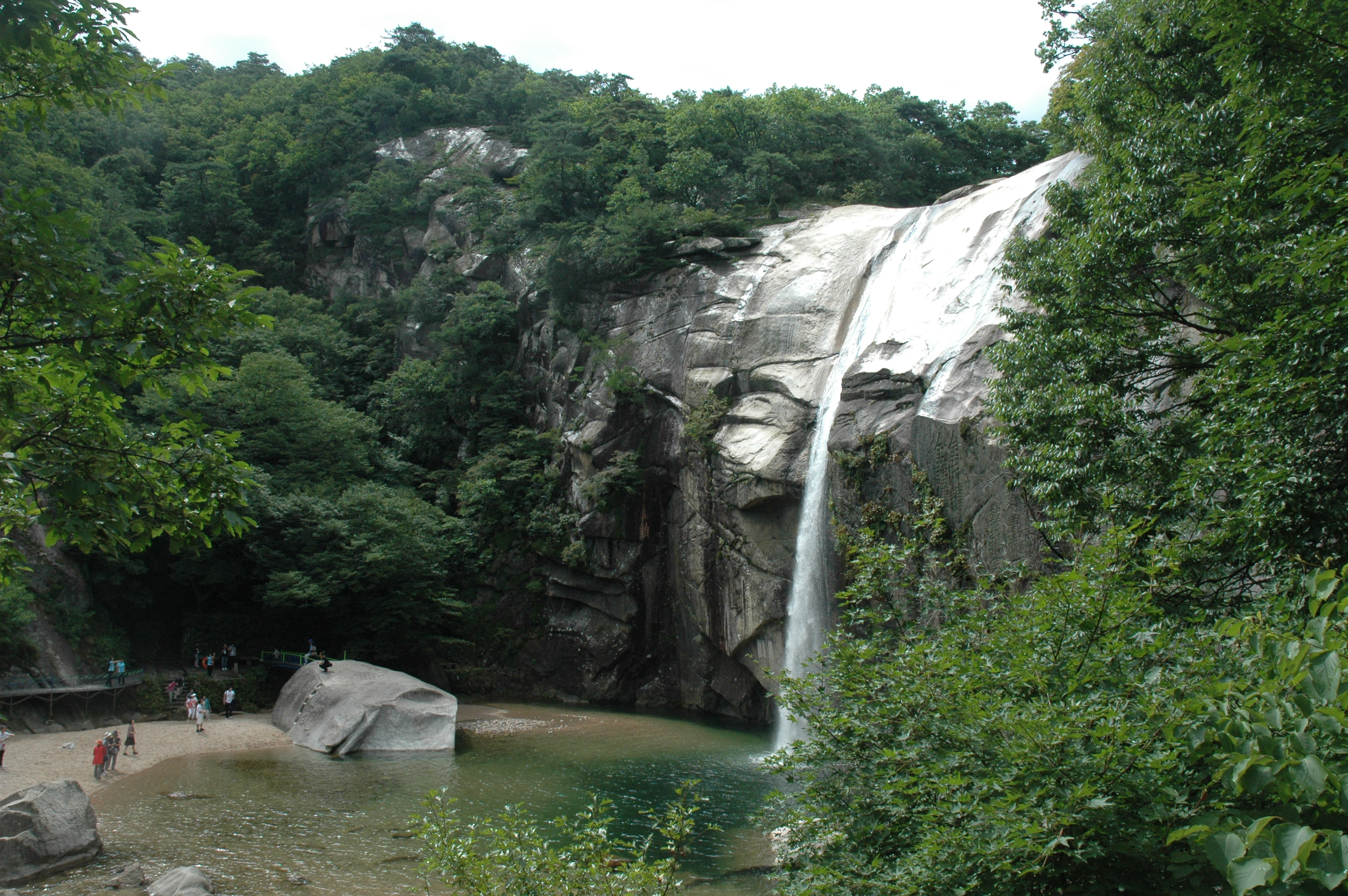
朴淵瀑布

朴淵瀑布（：／）位於朝鮮民主主義人民共和國的開城工業地區之北部郊區。為「松都三絕」之一（另外兩絕為理學家徐敬德和名妓生黃真伊）。

## 地理環境
- 水源：朴淵瀑布是流經聖居山及天摩山之間的險峻山溝的溪澗，經朴淵流下的瀑布。
- 朴淵是天然的圓形蓄水池，它的圓周長約24公呎、直徑約8公呎、深約5公呎。蓄水池裡有岩石，從溪澗流下來的水徑直沖岩石，輾轉作旋轉後再飛瀉而下。
- 主體瀑布高約37公呎，寬1.5公呎。
- 瀑布下有圓周長約120公呎、直徑40公呎的天然蓄水池，稱為「姑母潭」。
- 姑母潭邊有一塊「龍岩」，在某些角度看，像巨龍噴水的模它的模樣，它的西岸上有一座「梵士亭」供觀光客休息。
- 瀑布的南方有懸崖絕壁；東方、西方及北方的三面則環抱層層石岩絕壁。

## 鄰近的觀光熱點
- 大興山城
- 觀音寺
- 大興寺